# IC 2458
IC 2458 est une petite galaxie lenticulaire et irrégulière selon la base de données NASA/IPAC, caractéristique que  l'on peut aussi constater sur l'image de l'étude SDSS. Cette galaxie est située dans la constellation de la Grande Ourse. Sa vitesse par rapport au fond diffus cosmologique est de 1 531 ± 7 km/s, ce qui correspond à une distance de Hubble de 22,6 ± 1,6 Mpc (∼73,7 millions d'al). IC 2458 a été découverte par l'astronome français Guillaume Bigourdan en 1899.
IC 2458 est une galaxie dont le noyau brille dans le domaine de l'ultraviolet. Elle est inscrite dans le catalogue de Markarian sous la cote Mrk 108 (MK 108). IC 2458 présente une large raie HI.
La galaxie IC 2458 située près de la bordure sud-ouest de NGC 2820 sont à peu près à la même distance de la Voie lactée et elle est en interaction gravitationnelle avec cette dernière.
À ce jour, une mesure non basée sur le décalage vers le rouge (redshift) donne une distance d'environ 24,700 Mpc (∼80,6 millions d'al). Cette valeur est tout juste à l'extérieur des valeurs de la distance de Hubble.

## Groupe de NGC 2805
IC 2458 ainsi que les galaxies NGC 2805, NGC 2814, NGC 2820 et NGC 2880, cette dernière étant indiquée sur le site « Un Atlas de l'Univers » forment le groupe de NGC 2805.